# Alchemilla pectinata
Alchemilla pectinata é uma espécie de rosácea do gênero Alchemilla, pertencente à família Rosaceae.